# Polizeioberkommissar
Polizeioberkommissar (POK) ist eine Amtsbezeichnung von Polizeivollzugsbeamten bei der deutschen Polizei in der Laufbahn des gehobenen Polizeivollzugsdienstes (je nach Bundesland sind auch andere Systeme und Bezeichnungen anstelle der Laufbahngruppe des gehobenen Dienst eingeführt worden, zum Beispiel 3. Qualifizierungsebene). Bei der Kriminalpolizei existiert das entsprechende Amt als Kriminaloberkommissar (KOK).
POK sind in die Besoldungsgruppe (BesGr) A 10 eingereiht. Es handelt sich um das erste Beförderungsamt in der Laufbahn des gehobenen Dienstes. Sie sind in allen Ländern Ermittlungsperson der Staatsanwaltschaft.
Polizeioberkommissare nehmen teilweise Führungsaufgaben wie stellvertretende Dienstgruppenleiter, Zugführer in einer geschlossenen Einheit, Wachleiter oder Erster Streifenführer wahr, sind aber auch, insbesondere bei Polizeien ohne mittleren Dienst, als normale Sachbearbeiter ohne Führungsfunktion tätig.
Stelleninhaber in der 3. Qualifizierungsebene haben grundsätzlich ein erfolgreiches Studium an einer Fachhochschule absolviert und tragen den akademischen Grad Diplom-Verwaltungswirt (FH) oder einen vergleichbaren Bachelor of Arts.
In manchen Bundesländern ist auch ein prüfungsfreier Aufstieg in der 2. Qualifizierungsebene zum POK möglich. Diese Beamten nehmen jedoch keine Führungsverantwortung wahr. 
Die nächstniedrigere Amtsbezeichnung ist „Polizeikommissar“ (BesGr A 9), die nächsthöhere „Polizeihauptkommissar“ (BesGr A 11).
Das Dienstgradabzeichen der Schutzpolizei besteht aus zwei silbernen Sternen auf dunkelblauem Grund. Bei der Wasserschutzpolizei und beim Bundespolizeiamt See sind zwei goldene Litzen/Streifen zu je 12 Millimeter auf marineblauem Grund zu sehen. 

Schulterklappen
Schutzpolizei
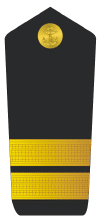
Wasserschutzpolizei
Wasserschutzpolizei Hamburg